# Mutinerie du Fœderis Arca

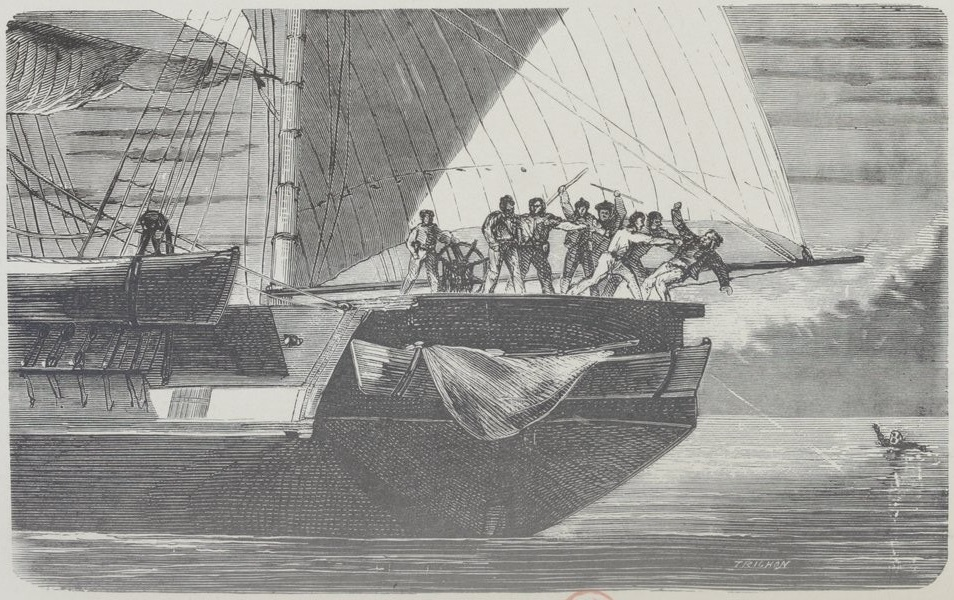
Mutinerie du Fœderis Arca, le 29 juin 1864 (gravure de Trichon d'après un dessin de Bérard, 1865).

La mutinerie du Fœderis Arca (« l'Arche d'alliance », en latin) s'est déroulée sur un bateau français traversant l'Océan Atlantique, en 1864. Plus sanglante et bien moins connue que la mutinerie du Bounty, elle a néanmoins inspiré un roman de Jacques Perret, puis un autre de Henri Queffélec.

## Un naufrage?
Construit en 1855 au chantier de Lynn près de Manchester, l'Arethusa était un clipper jaugeant 500 tonneaux. Il fut acquis par l'armateur havrais Victor Marziou, qui le renomma Fœderis Arca, et l'utilisa d'abord pour transporter des migrants vers San Francisco, dans le cadre de la loterie des lingots d'or. En bon état, le trois-mâts avait été caréné à Marseille en 1864.
Le 8 juin 1864, le Fœderis Arca quitte le port de Sète pour ravitailler les troupes françaises en campagne au Mexique. Il transporte des alcools et spiritueux et du charbon. Commandé par le capitaine Alfred Richebourg (âgé de 33 ans) assisté par son second, Théodore Aubert (27 ans), il a pour équipage huit matelots, deux novices, un cuisinier et un mousse de 11 ans. Il transporte aussi un passager, Orsoni.
Le navire n'est jamais arrivé au Mexique. Le 22 août 1864, les huit matelots, les deux novices et le passager sont ramenés à Brest par la corvette Monge, qui les a embarqués aux îles du Cap-Vert. L'enquête est menée par le commissaire Rouxel. Les matelots racontent tous la même histoire : leur navire a pris l'eau, le capitaine a ordonné l'évacuation, l'équipage est descendu dans la chaloupe et le canot alors que le capitaine, le second, le cuisinier et le mousse sont restés à bord en attendant de prendre place dans la baleinière ; au petit matin, le Fœderis Arca avait disparu, la baleinière était chavirée, et les matelots n'ont retrouvé aucun survivant.
L'affaire semble classée, mais le frère aîné du second, Justinien Aubert, lui-même capitaine au long cours, a des doutes en lisant le rapport Rouxel. Pourquoi le second est-il resté à bord du navire alors que son devoir était de prendre le commandement du canot ou de la chaloupe ? Pourquoi le mousse n'a-t-il pas été évacué en premier ? Justinien Aubert avait reçu une lettre de son frère, postée le jour même de l'appareillage du Foederis Arca. Le second y écrivait son inquiétude, qualifiant l'équipage de « fatras ramassé par le capitaine ». S'étant renseigné auprès de l'Inscription maritime de Sète, Aubert apprend que des actes d'insubordination ont émaillé l'embarquement de la cargaison, entraînant la démission de Pagès, le maître d'équipage. 
Après deux essais infructueux pour relancer l'enquête, Justinien Aubert adresse une lettre au ministère de la Marine, le 27 janvier 1865, en produisant de nouveaux éléments : lors du naufrage allégué, la nuit était claire, c'était une nuit tropicale où la visibilité s'étendait à un ou deux milles, et la lune était levée : le navire n'a donc pu disparaître à l'insu des matelots, qui selon leurs dires étaient restés à une ou deux encablures du Fœderis Arca.

## La mutinerie

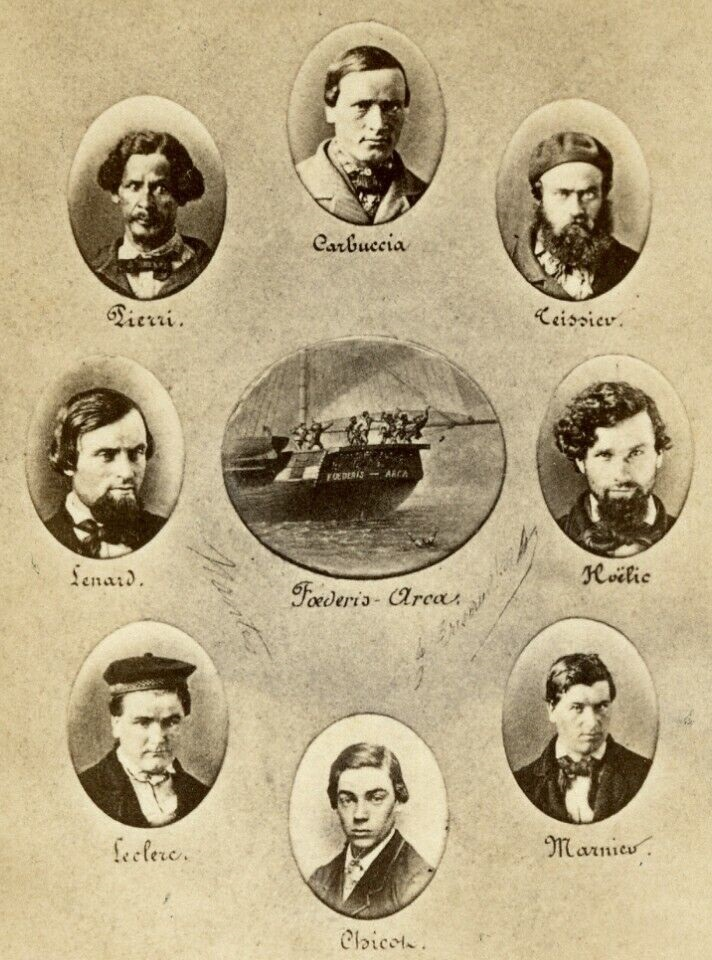
Photographies des protagonistes de la mutinerie (J. Trésorier, Nantes, vers 1865).

À Nantes, le commissaire Dufresne reprend l'enquête en interrogeant le novice Julien Chicot à partir du 13 février 1865. Peu à peu, Chicot révèle la vérité : les matelots ont détourné une partie de la cargaison pour s'enivrer, leur insubordination s'est aggravée lorsque le navire a été immobilisé faute de vent dès le passage du détroit de Gibraltar, en pleine chaleur estivale. Maladroit, le capitaine Richebourg n'a guère fait preuve d'autorité, laissant son second Aubert affronter seul les matelots pour lesquels avait pris parti Lénard, le nouveau maître d'équipage. La punition annoncée (un retranchement de solde) va les pousser à la mutinerie.
Le 29 juin après la tombée de la nuit, Oillic et trois autres matelots blessent et jettent à la mer Théodore Aubert, qui réussit à remonter à bord, puis ils l'achèvent et le rejettent mort dans les flots. Puis ils s'emparent du capitaine, le frappent et le jettent lui aussi par-dessus bord. Selon les témoins, Richebourg réussit à nager quelque temps le long de la coque et profère une imprécation avant de sombrer : « Vous aurez la tête tranchée ! ».
Le lendemain du drame, Lénard réunit les mutins et propose de couler le navire pour rallier les îles du Cap-Vert. Le cuisinier Mitler se serait suicidé en se jetant par-dessus bord. Le charpentier perce la coque et le 3 juillet, le Fœderis Arca s'enfonce dans l'océan. L'équipage prend place dans la chaloupe et le canot. Le 4 juillet au soir, les mutins jettent par-dessus bord le mousse Pierre Dupré, de peur qu'il ne parle aux enquêteurs. À  l'aube du 5 juillet, ils croisent le brick danois Mercurius, qui les remorque jusqu'à l'île Saint-Vincent. Ramenés en France par le Monge, puis interrogés par Rouxel, ils ne sont pas inquiétés et trouvent vite de nouveaux embarquements.

## Le procès

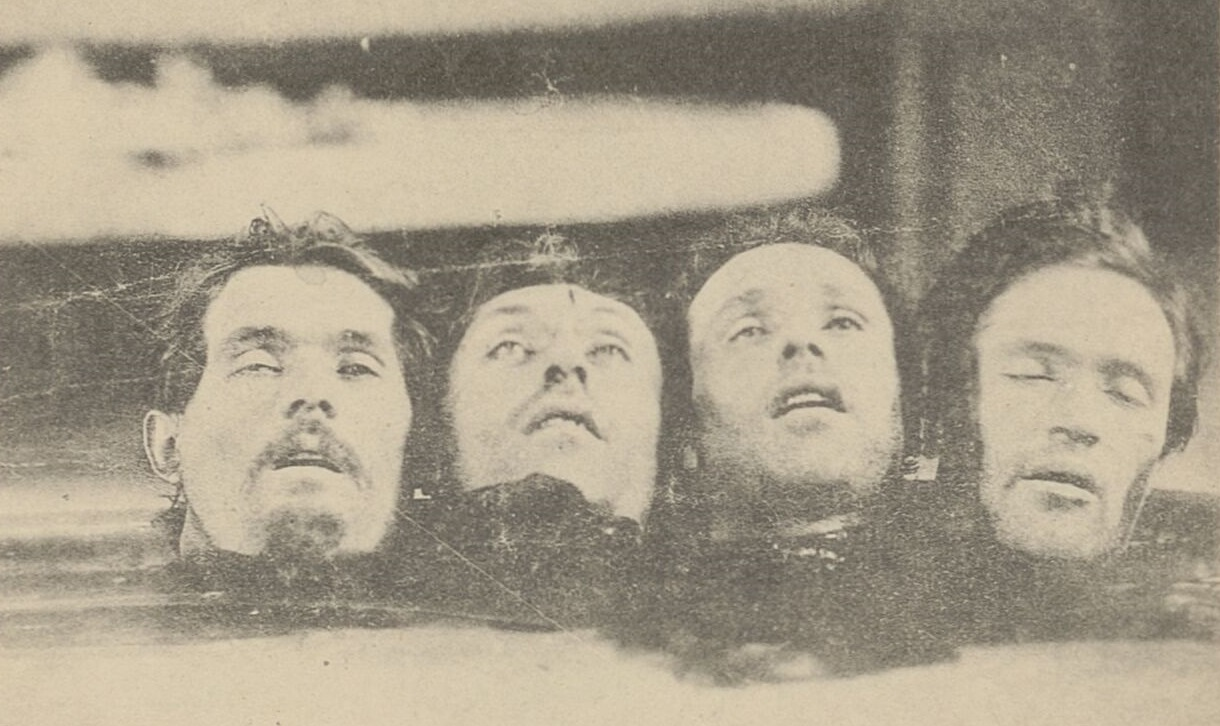
Têtes tranchées de Jean-Étienne Lénard, François-Marie Thépaut, Antoine Carbuccia et Pierre-Louis Oillic, guillotinés à Brest, place Fautras, le 11 octobre 1866.

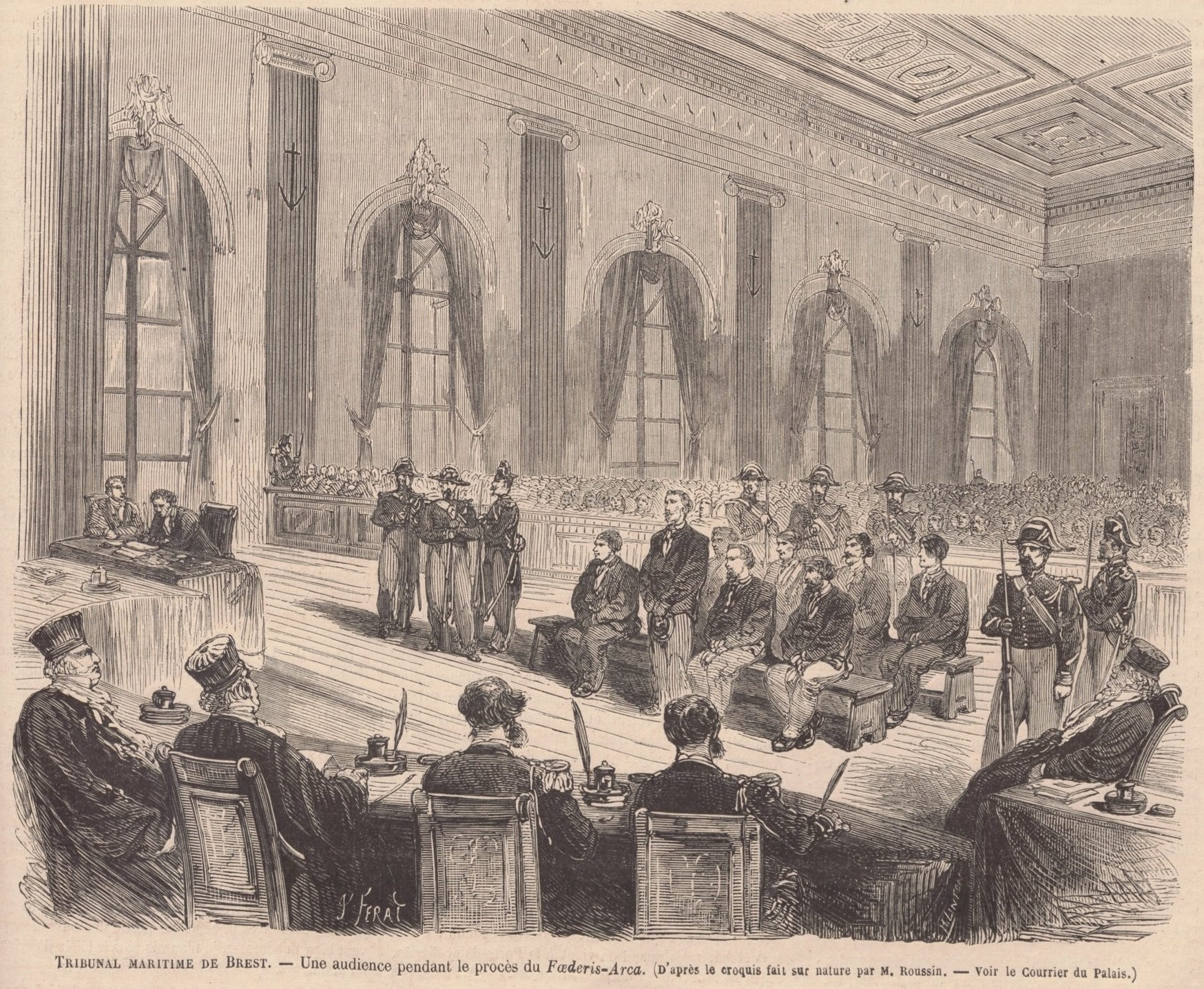
Tribunal maritime de Brest. Une audience pendant le procès du Fœderis Arca (d'après le croquis d'Antoine Louis Roussin).

Un mandat d'arrêt est lancé contre les mutins, qui sont arrêtés un par un à leur retour en France, à Copenhague, à Mayotte, à Calcutta. Orsini bénéficie d'un non-lieu. Arrêté à Montevideo,  le mutin Joseph Daoulas est parvenu à s'échapper en mer du bateau qui le ramenait en France ; selon une hypothèse reprise par Queffélec, Daoulas aurait été livré par la police allemande en 1867, puis condamné à mort, mais gracié par Napoléon III. 
Le procès des six marins et deux novices (Marnier est mort durant son incarcération) s'ouvre devant le Tribunal maritime de Brest en juin 1866. Les avocats soulignent les effets de l'alcool et de la solitude en plein océan. Deux matelots sont acquittés, ainsi que les deux novices. Quatre mutins sont condamnés à mort : Jean Lénard, maître d'équipage, François Thépaut, Pierre Oillic et Antoine Carbuccia. Ils sont guillotinés le 11 octobre 1866.

## Littérature
- René La Bruyère, Les Pirates du Foederis Arca, Montsouris, J. de Gigord, 1946, 128 p.
- Jacques Perret, Mutinerie à bord, Paris, Amiot-Dumont, 1953, 207 p.
- Henri Queffélec, Le voilier qui perdit la tête, Paris, Presses de la Cité, 1980, 252 p.  (ISBN 2-258-00686-4)